# Dirang Moloi
Dirang Moloi (ur. 15 lipca 1986 w Gaborone) – botswański piłkarz grający na pozycji ofensywnego pomocnika. Od 2019 jest zawodnikiem klubu Extension Gunners FC.

## Kariera klubowa
Swoją karierę Moloi rozpoczął w klubie Notwane FC. W sezonie 2005/2006 zadebiutował w jego barwach w pierwszej lidze botswańskiej. W debiutanckim sezonie zdobył z nim Puchar Botswany. W sezonie 2009/2010 grał w Mochudi Centre Chiefs SC, z którym wywalczył wicemistrzostwo kraju. W sezonie 2010/2011 był zawodnikiem południowoafrykańskiego Vasco da Gama, a w latach 2011-2013 ponownie grał w Mochudi Centre Chiefs SC. W sezonach 2011/2012 i 2012/2013 dwukrotnie z rzędu wywalczył z nim mistrzostwo Botswany. W latach 2013–2014 występował w kongijskim CS Don Bosco, a w pierwszej połowie 2015 - w Township Rollers. W latach 2015–2017 grał w Mochudi Centre Chiefs SC i w sezonie 2015/2016 został z nim mistrzem kraju. Następnie w latach 2017-2019 był graczem Gaborone United, a w 2019 przeszedł do Extension Gunners FC.

## Kariera reprezentacyjna
W reprezentacji Botswany Moloi zadebiutował 7 października 2006 w zremisowanym 0:0 meczu kwalifikacji do Pucharu Narodów Afryki 2006 z Egiptem. Od 2006 do 2014 rozegrał w kadrze narodowej 29 meczów.